# Figura femminile
Figura femminile è un dipinto di Virgilio Guidi. Eseguito verso il 1928, appartiene alle collezioni d'arte della Fondazione Cariplo.

## Descrizione
L'opera è collocabile nel solco di uno dei più felici filoni pittorici di Guidi, quello riguardante l'indagine del volto umano e femminile; denota vicinanza ai canoni del realismo magico e di Novecento.